# Historia de Nepal

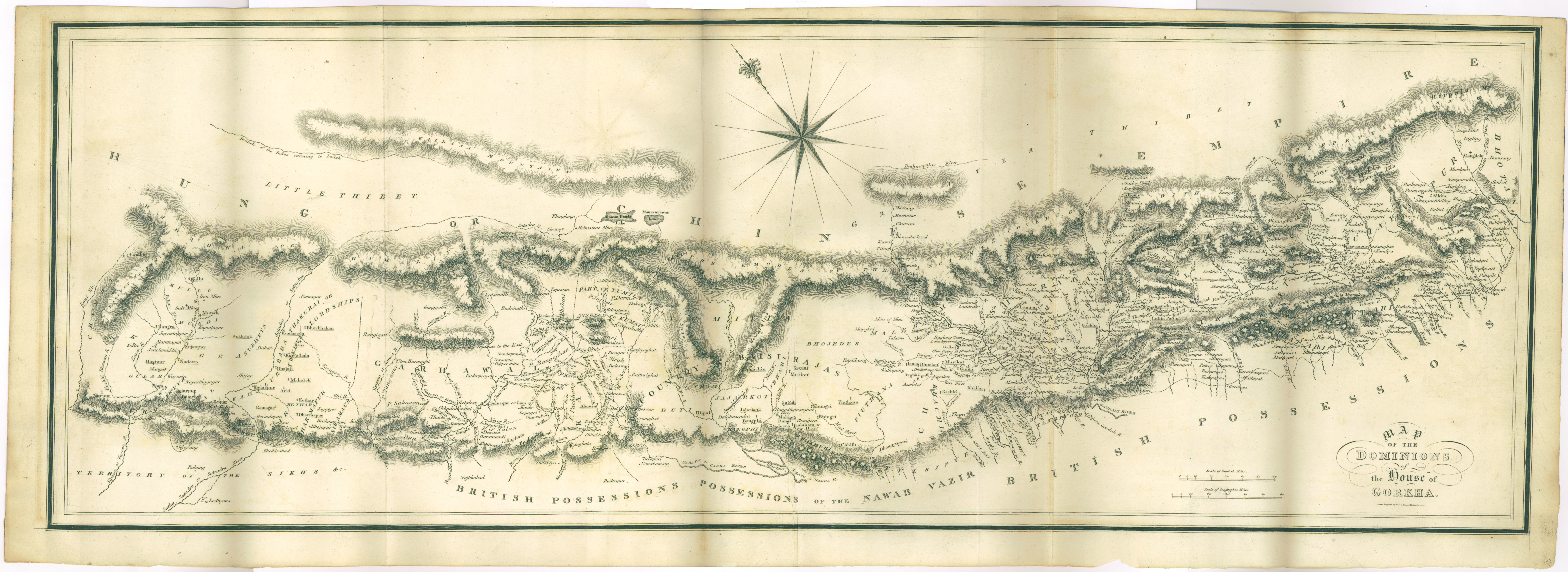
Mapa del Gran Nepal con el libro publicado en 1819 por Francis Hamilton M. D. titulado "An Account of the Kingdom of Nepal and the Territories annexed to this Dominion by the House of Gorkha"

La historia de Nepal está entrelazada con la historia del subcontinente indio más amplio y las regiones circundantes, que comprenden las zonas de Asia Meridional y Asia Oriental.
Nepal es un país multiétnico, multirracial, multicultural, multirreligioso y multilingüe. La lengua más hablada es el nepalí, seguida de otras lenguas étnicas.
El Reino de Nepal se estableció en 1768 e inició una campaña de unificación de lo que formarían los territorios modernos de Nepal. Algunos territorios anteriores se habían perdido debido a la Guerra Sino-Nepalesa. El conflicto terminó con victorias y derrotas y el reino acabó aceptando el estatus de tributario con la dinastía Qing de China desde 1792 hasta 1865. La guerra anglo-nepalesa terminó con la victoria británica y cedió parte del territorio nepalí. En una votación histórica para la elección de la  asamblea constituyente, el parlamento nepalí votó a favor de abolir la monarquía en junio de 2006. Nepal se convirtió en una república federal el 28 de mayo de 2008 y pasó a llamarse formalmente "República Democrática Federal de Nepal", poniendo fin a los 200 años de reinado de la monarcas Shah.

## Toponimia
En una inscripción de Época de Licchavi hallada en Tistung, se habla de la población local como los "nepalíes". Los expertos opinan que es probable que algunos o todos los habitantes de Nepal en la antigüedad se llamaran "nepalíes", lo que significa que la palabra "Nepal" se utilizaba para referirse tanto a la tierra como a su población. Estos nepalíes se consideran los progenitores del actual newars. Hoy en día, "nepalí" es uno de los términos más respetuosos, junto con los términos "Nepal" y "newar", que son variaciones del mismo término. Otras variantes encontradas en textos medievales son "Nepar" y "Newal".
La derivación de la palabra Nepal también es objeto de otras teorías:
- La palabra sánscrita Nepalaya significa "al pie de las montañas" o "morada al pie"; Nepal puede derivar de ella.
- La palabra tibetana clásica Niyampal significa "tierra sagrada". Nepal puede derivar de ella.
- Algunos habitantes del norte de Nepal procedían del Tíbet, donde pastoreaban ovejas y producían lana. En tibetano, ne significa "lana" y pal significa "casa". Así, Nepal es "casa de lana".[2]
- Una teoría popular es que el  pueblo lepcha utilizó las palabras ne ("santo") y pal ("cueva") y, por tanto, Nepal para describir una "cueva sagrada".[2]
- Según la mitología hindú, Nepal debe su nombre a un antiguo sabio hindú llamado Ne, conocido como Ne Muni o Nemi. Según el Pashupati Purana, como lugar protegido por Ne, el país situado en el corazón del Himalaya pasó a llamarse Nepal[b]. Según el Nepal Mahatmya[c], Pashupati encargó a Nemi la protección del país.
- Según la leyenda budista, la d| eidad Manjusri drenó el agua de Nagadaha (un lago mítico que se cree que llenaba el valle de Katmandú). El valle se hizo habitable y fue gobernado por Bhuktaman, un pastor de vacas, que siguió los consejos de un sabio llamado "Ne". Pāla significa "protector" o "cuidar", por lo que Nepal reflejaba el nombre del sabio que cuidaba del lugar, según el erudito nepalí Rishikesh Shaha.[2][3][4]

## Historia antigua
Aproximadamente entre el 450 y 750, en Nepal gobernó el reino Licchavi; las evidencias arqueológicas de este período consisten en inscripciones en piedra.
La mayoría de las inscripciones listan las fechas de fabricación y comisionado de las construcciones en piedra, otras informan sobre edictos reales, mantras religiosos o notas históricas; es gracias a la corroboración de los mitos locales que se ha podido identificar a un pueblo anterior a los licchavi, conocidos como los kirāṭa, pueblo del que se sabe muy poco.

## Historia moderna

### Formación

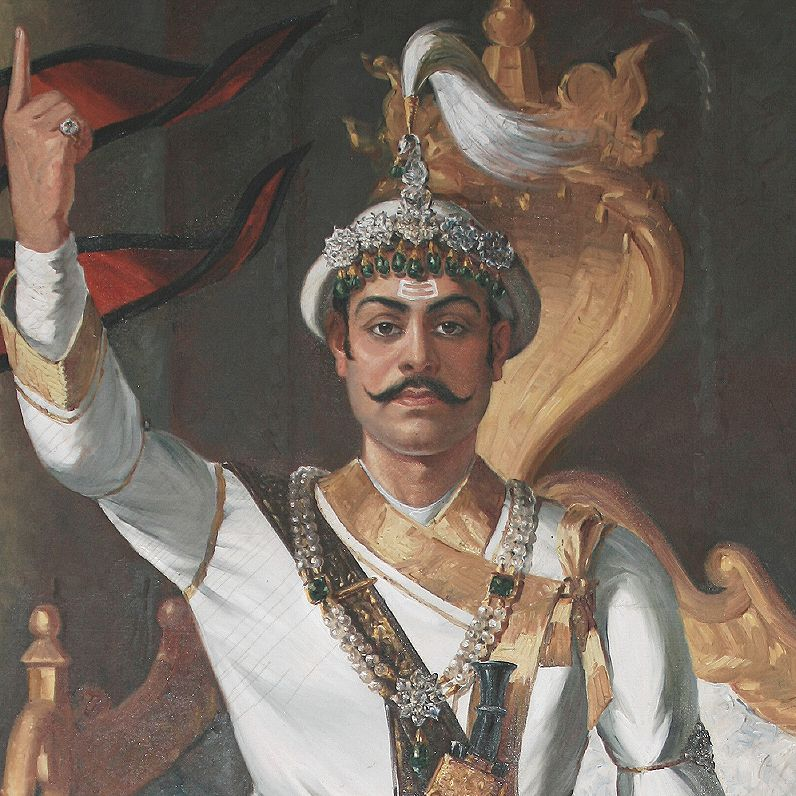
El Rey Prithvi Narayan Shah del Nepal

La actual Nepal se creó en la última mitad del siglo XVIII cuando Prithvi Narayan Shah, el gobernador del pequeño principado de Gorkha, formó un país unificado a partir de un número de Estados independientes. El país fue llamado "el reino Gorkha", raíz del término "Gurkha" que más tarde se utilizó para los soldados nepalíes.

### La administración Rana

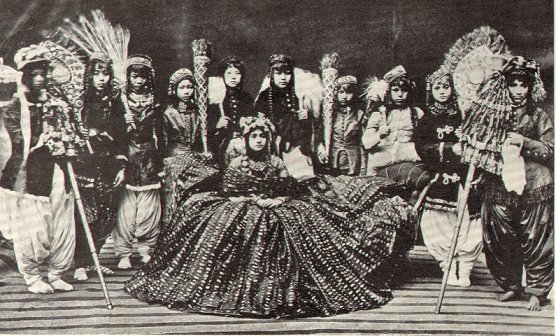
La Raní de Nepal en 1920.

A partir del año 1800, los herederos de Prithvi Narayan Shah demostraron que eran incapaces de mantener un firme control político sobre Nepal. Siguió un período de desorden interno, agravado por la derrota de Nepal en la Guerra anglo-nepalesa (1814-1816). La estabilidad fue restaurada después de 1846 cuando la familia Rana ganó el poder, atrincherada así misma a través de primeros ministros hereditarios, y redujo la monarquía a un testaferro. El régimen de Rana, una autocracia fuertemente centralizada, siguió una política de aislar a Nepal de las influencias exteriores. Esta política ayudó a Nepal a mantener relativamente su independencia nacional durante la era colonial, pero también impidió el desarrollo económico del país. Aunque se mantuvo en régimen de protectorado británico "de facto" hasta 1950.

### Reforma democrática

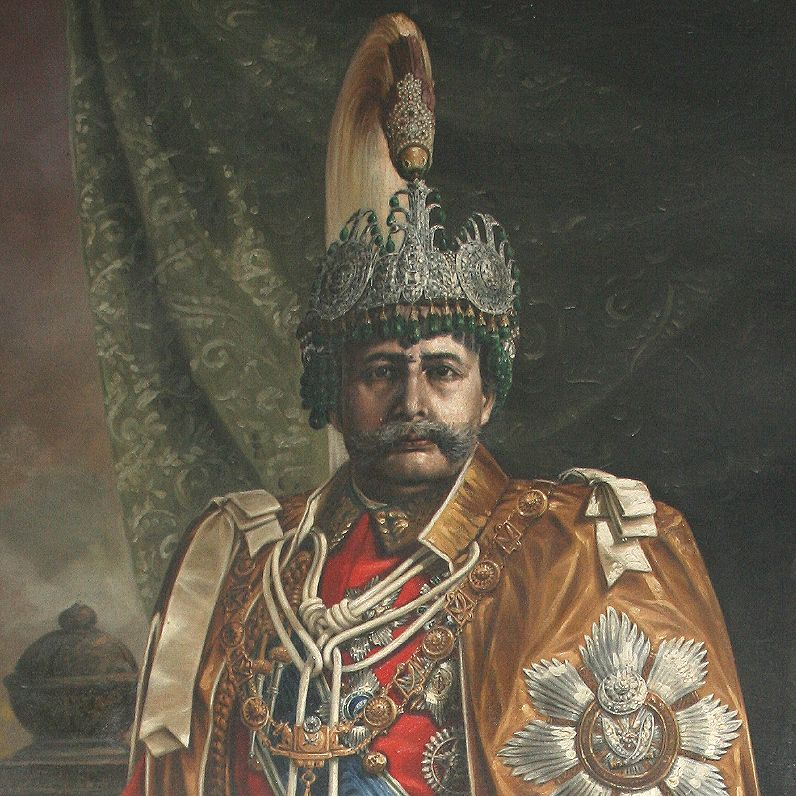
Primer ministro Mohan Shamsher Jang Bahadur Rana de la dinastía Rana

El descontento popular contra el Gobierno familiar de los Rana empezó a emerger entre las pocas personas educadas de la época, que habían estudiado en universidades indias. Muchos de ellos fueron marginados por la jerarquía del Gobierno Rana. Muchos de estos nepalíes en el exilio habían tomado parte activa en la lucha por la independencia de la India y también querían liberar a Nepal de la ocupación autocrática interna.
Los partidos políticos como el Praja Parishad y el Partido del Congreso Nepalí ya estaban formados en el exilio por gente que quería organizar el movimiento militar y popular en Nepal para derrocar al autocrático régimen Rana. Entre los prominentes mártires que murieron por la causa ejecutados a manos de los Rana fueron Dharma Bhakta Mathema, Shukraraj Shastri, Gangalal Shrestha y Dasharath Chand.
Esto culminó en 1950, cuando el rey Tribhuvan, descendiente directo de Prithvi Narayan Shah, huyó de su "prisión de palacio" a la nueva India independiente, y organizó una revuelta armada contra la administración Rana. Esto permitió el retorno de la familia Shah al poder y, finalmente, el nombramiento de un no Rana como primer ministro. Se entró entonces en un período de gobierno semi constitucional, durante el cual la monarquía, ayudada por los líderes de jóvenes partidos políticos, gobernó el país. Durante los años 50, se hicieron esfuerzos por redactar una constitución para Nepal, que establecería una forma representativa de gobierno basada en un modelo británico.
En los primeros meses de 1959, el rey Mahendra emitió una nueva constitución y se llevaron a cabo las primeras elecciones democráticas para una asamblea nacional. El Partido del Congreso Nepalí, un grupo socialista moderado, ganó de forma substancial en la elección. Su líder, Bishweshwar Prasad Koirala, formó un gobierno y sirvió como primer ministro.

### Fracaso democrático

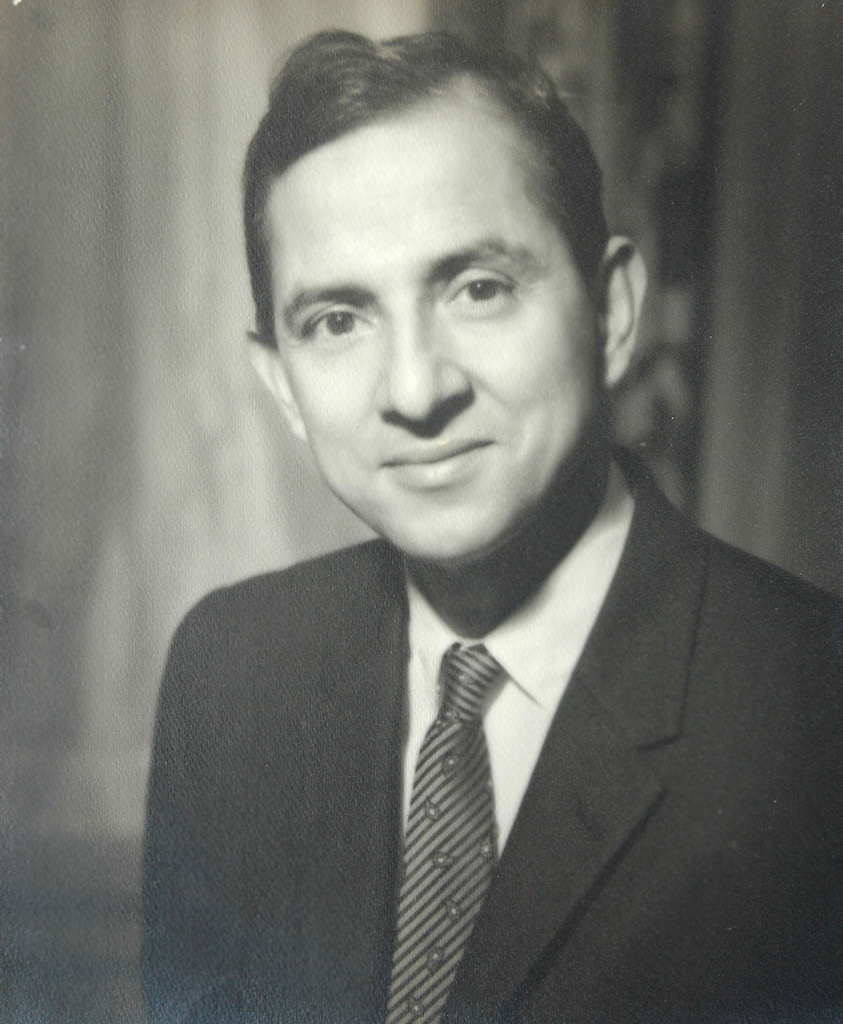
Bishweshwar Prasad Koirala, primer ministro durante el periodo corto de la democracia parlamentaria

Declarando la democracia parlamentaria un fracaso 18 meses más tarde, el rey Mahendra destituyó el Gobierno de Koirala y promulgó una nueva constitución el 16 de diciembre de 1962. La nueva constitución estableció un sistema de panchayats (concejos) sin partidos. El rey consideró que era una forma democrática de gobierno más cercana a las tradiciones nepalesas.
Como una estructura piramidal que progresa desde asambleas en las villas hasta un Rastriya Panchayat (Parlamento Nacional), el sistema panchayat entronó el poder absoluto de la monarquía y mantuvo al rey como jefe de Estado con total autoridad sobre todas las instituciones gubernamentales, incluido el Gabinete (Consejo de Ministros) y el Parlamento.
El rey Mahendra fue sucedido por su hijo, el rey Birendra, en 1972. Entre las manifestaciones estudiantiles y actividades anti-régimen en 1979, el rey Birendra llamó a un referéndum nacional para decidir la naturaleza del Gobierno de Nepal. El referéndum tuvo lugar en mayo de 1980, y el sistema panchayat ganó por un estrecho margen. El rey llevó a cabo las reformas prometidas, incluida la elección del primer ministro por el Rastriya Panchayat (el Parlamento).
La gente de zonas rurales esperaba que sus intereses estarían mejor representados después de la adopción de la democracia parlamentaria en 1990. Cuando las promesas de las reformas de tierras no aparecieron, la gente de algunos distritos comenzó a organizarse para promulgar su propia reforma de tierras y lograr algo de poder sobre sus vidas. No obstante, este movimiento fue reprimido por el Gobierno nepalí en la "Operación Romeo" y la "Operación Kilo Sera II", las cuales tomaron las vidas de muchos de los líderes activistas de la lucha. Como resultado, muchos testigos de esta represión se volvieron radicales.

### Comienza la guerra civil
El 13 de febrero de 1996 el Partido Comunista de Nepal (maoísta) lanzó la "Guerra Popular", una insurgencia con la meta declarada de derrocar al Estado monárquico existente y establecer una república comunista, o una "democracia popular" maoísta.
Liderada por Baburam Bhattarai y Pushpa Kamal Dahal (conocido también como "Prachanda"), la insurgencia comenzó en cinco distritos de Nepal: Rolpa, Rukum, Jajarkot, Gorkha, y Sindhuli. Los maoístas han declarado la existencia de un "Gobierno popular" provisional a nivel de distrito en varias localizaciones.
Porciones significativas de Nepal están siendo ganadas por la rebelión. Los maoístas expulsan a los representantes de los partidos  próximos del poder, expropian a los "capitalistas" locales e implementan sus propios proyectos de desarrollo. También administran sus propias prisiones y tribunales. Además de las medidas coercitivas, la guerrilla está reforzando su presencia debido a su popularidad entre importantes sectores de la sociedad nepalesa, en particular las mujeres, los intocables y las minorías étnicas. Así, se elimina la discriminación de casta, las mujeres reciben los mismos derechos de herencia que los hombres y se prohíben los matrimonios forzados. Además, los maoístas dispensan gratuitamente cuidados de salud y dan cursos de alfabetización.

### 2001 hasta el presente
En junio de 2001, el príncipe heredero Dipendra asesinó a once miembros de la familia real, incluidos sus padres, el rey Birendra y la reina Aishwarya antes de suicidarse. Se convirtió temporalmente en rey antes de morir producto de sus heridas. Heredó el trono su tío, el príncipe Gyanendra. Mientras tanto, la rebelión maoísta aumentó, y en octubre de 2002 el rey depuso temporalmente al Gobierno y tomó el control total de este. Una semana más tarde, nombró a otro Gobierno, pero el país aún seguía inestable por la guerra civil con los maoístas, las variadas facciones políticas, los intentos del rey por tomar más control del Gobierno y las preocupaciones sobre la competencia de su hijo y heredero, el príncipe Paras. El rey Gyanendra tomó el control una vez más el 1 de febrero de 2005.

### Absolutismo de Gyanendra y democracia (2005-2008)
En febrero de 2005 Gyanendra disolvió el Gobierno y ejerció todo poder ejecutivo para combatir a los maoístas. Las guerrillas declararon entonces un cese del fuego de tres meses pero la monarquía continuó con el poder absoluto "hasta una convocatoria de elecciones en 2007". Entonces los siete partidos parlamentarios (SPA) con el apoyo de los maoístas organizaron un alzamiento masivo del pueblo contra el rey Gyanendra. La gente se echó a las calles e inundó de manifestaciones y huelgas el país pidiendo al rey la renuncia. Pero la resistencia de este se volvió aún más feroz. Los manifestantes entonces rodearon el palacio real. Murieron veintiuno y miles fueron heridos con una intervención brutal.
Las protestas y la presión extranjera hicieron que Gyanendra dijera el 21 de abril de 2006 que "devolvería el poder al pueblo". Las protestas continuaron en algunos puntos para conseguir una eliminación total de la monarquía, pero la violencia fue cesando y el rey congregó a los siete partidos para elegir a un nuevo primer ministro y el 24 de abril el rey ordenó que cuatro días después se reuniera de nuevo el Parlamento, en espera de nuevas elecciones.
Por otro lado, en mayo del mismo año fueron retirados los cargos de terrorismo contra los miembros del Partido Comunista de Nepal (maoísta) y se cursó a la Interpol la petición de anulación de las órdenes de arresto internacional contra los miembros del partido en vistas a la continuación de la paz e incluso alianza entre maoístas y los siete partidos.
Desde entonces el Parlamento y los maoístas firmaron la paz en agosto, pidiendo a la ONU ayuda para el desarme. El Parlamento ha estado trabajando en el futuro de la monarquía y ha cambiado algunas cosas. El rey ha sido desprovisto de su título de descendiente divino hindú, de su poder sobre el Ejército y ha sido obligado a pagar impuestos. Además, el Gobierno ya no es conocido como "El Gobierno de su Majestad" sino como "Gobierno de Nepal". También se ha declarado unánimemente una nueva constitución por parte del Tribunal Constitucional, con la posible abolición de la monarquía, principal punto de desacuerdo entre el Parlamento y los maoístas.
Nepal fue, poco después, uno de los países que envió tropas al Líbano en la misión de 2006 (FINUL). El 28 de diciembre de 2007 el Parlamento decidió abolir la monarquía por amplia mayoría y decidió la reforma de la constitución y la integración de los maoístas en el Ejército (unos seis u ocho mil excombatientes fueron integrados). La República fue proclamada por la Asamblea Constituyente el 28 de mayo de 2008, con quinientos sesenta votos de sus miembros a favor frente a cuatro en contra.

### 2008 hasta la actualidad
El 15 de agosto de 2008, el líder maoísta Pushpa Kamal Dahal ("Prachanda") se convirtió en el primer ministro de Nepal, el primero de la nueva república, tras la victoria de su partido en las elecciones del 10 de abril de 2008 en donde obtuvo 229 escaños de 575. El 1 de noviembre de 2008 el Gobierno abolió el sistema de castas vigente desde hacía un milenio.
El 19 de noviembre de 2013 se celebraron unas elecciones parlamentarias con el objetivo de una segunda Asamblea Constituyente nepalí. En ellas el Partido del Congreso Nepalí fue el que más escaños obtuvo, con 196 de los 575 miembros, mientras que el Partido Comunista Unificado, de corriente maoísta, el cual tenía 229 escaños en las anteriores elecciones, se desplomó hasta los 80 escaños.
El 25 de abril de 2015 un devastador terremoto sacudió el país, acabando con más de 3000 vidas y dos estructuras consideradas patrimonio de la humanidad por la UNESCO.